# Playa (La Habana)
Playa es un municipio de La Habana, Cuba, desde 1976, que se separó del municipio de Marianao.

## Denominación y localización
La denominación del municipio no proviene de ninguno de los nombres de los barrios que lo integran, sino del área de playa que se extiende de oeste a este a través de casi todo su límite septentrional. En el proyecto de ley que estableció la nueva división político-administrativa se propuso esta denominación en lugar de la de Marianao Norte, relacionada con la anterior estructura local.
Se localiza al norte y oeste de la Provincia de La Habana. Limita al oeste con la Provincia Artemisa, al suroeste con municipio de La Lisa, al sur con Marianao y al este con el Río Almendares que lo limita del municipio de Plaza de la Revolución y de una pequeña parte del municipio de Cerro.
Por el territorio del municipio pasa el Río Quibú hasta su desembocadura. 

## Barrios
En su término se encuentran algunas de las zonas residenciales más lujosas de la capital como el antiguo Country Club (Siboney) y Miramar, caracterizados por enormes residencias y espacios públicos de un gusto exquisito. Además se localizan los barrios de La Sierra, Kholy,La Ceiba, Buena Vista, Almendares, Ampliación de Almendares, Flores, Náutico, Jaimanitas, Santa Fe, Querejeta, entre otros de menor importancia.

## Lugares de interés
En la zona de Cubanacán se encuentra el complejo residencial donde está ubicada la vivienda familiar de Fidel Castro Ruz, zona de acceso altamente restringida y separada por una densa vegetación.
En la zona de Miramar se encuentran muchas de las embajadas y consulados con sede en Cuba. También está el Acuario Nacional de Cuba, el Salón Rosado de La Tropical, el Estadio Eduardo Saborit, Marina Heminguay, hoteles de los más lujosos y novedosos del país entre otros lugares de interés.
Igualmente, se encuentra en este Municipio el famoso Cabaret Tropicana, buque insignia, en el ámbito internacional, del espectáculo cubano.
El litoral cuenta con numerosos clubes sociales con acceso a las playas. Antiguamente clubes de la alta sociedad, desde la década de 1960 son propiedad del Estado al servicio de los sindicatos.
Al suroeste del municipio se encuentra el Polo Científico encabezado por el Centro de Ingeniería Genética y Biotecnología y otros centros de investigación.